# Bayadera kirbyi
Bayadera kirbyi là loài chuồn chuồn trong họ Euphaeidae (Epallagidae). Loài này được Wilson & Reels mô tả khoa học đầu tiên năm 2001.